# Grünmorsbach

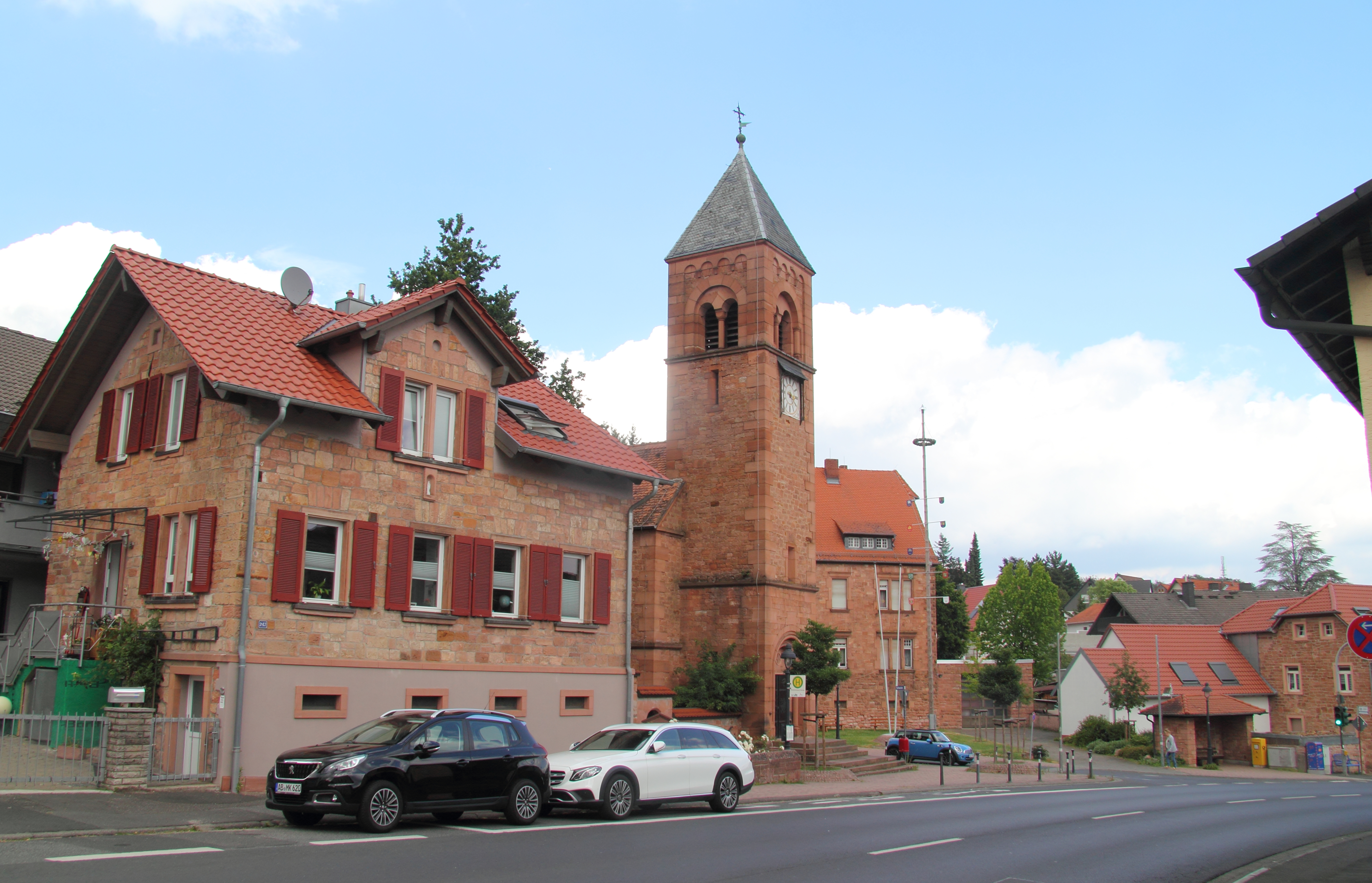
Katholische Pfarrkirche

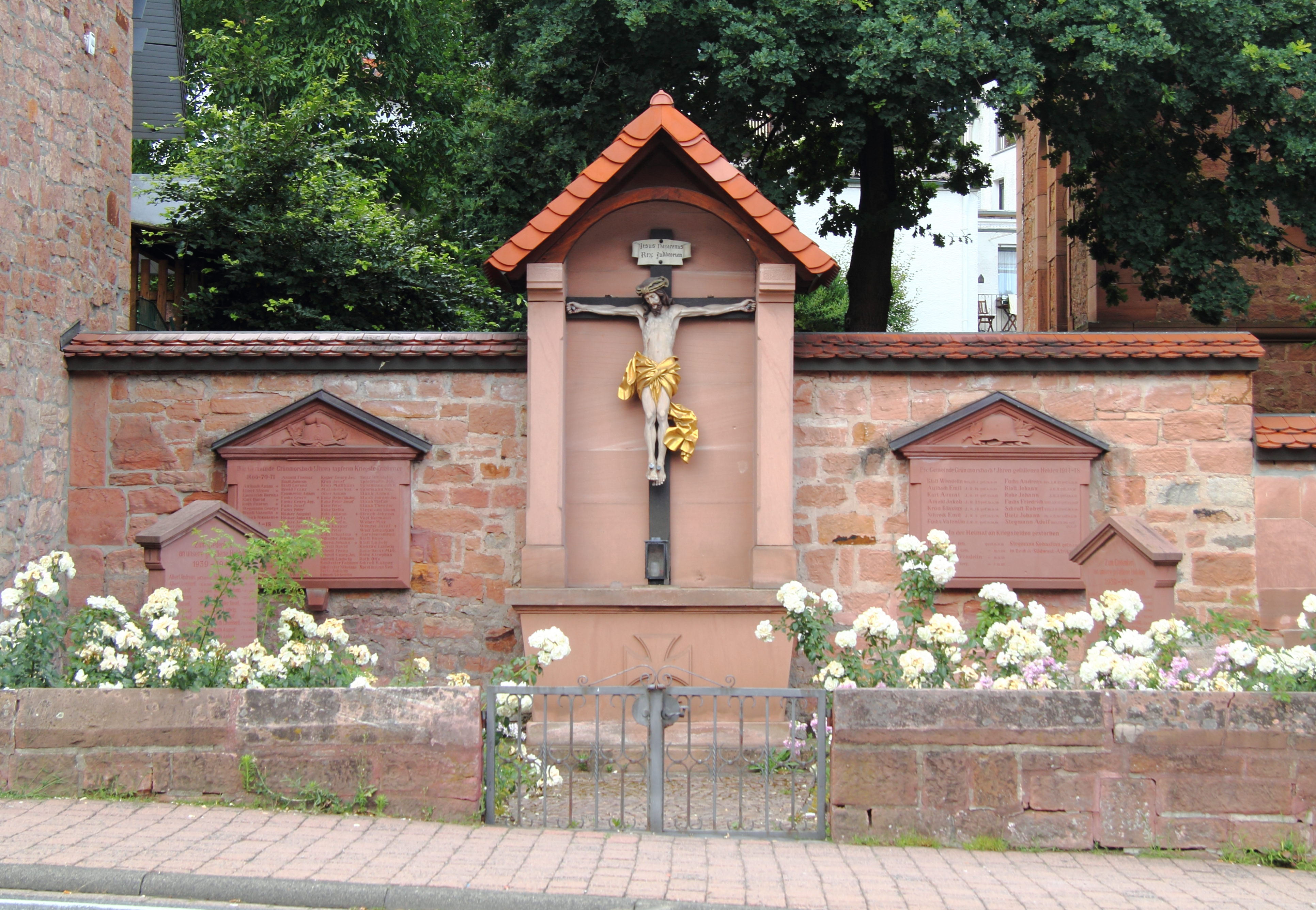
Kriegsopfer-Gedenkstätte

Grünmorsbach  ist ein Gemeindeteil der Gemeinde Haibach im unterfränkischen Landkreis Aschaffenburg in Bayern.

## Geographie
Im Norden und Westen grenzt das Pfarrdorf Grünmorsbach an den Gemeindeteil Haibach, im Osten an Straßbessenbach und im Süden an Dörrmorsbach. Der topographisch höchste Punkt der Dorfgemarkung befindet sich am Gipfel des Kaiselsberges, südöstlich des Ortes mit 366 m ü. NHN, der niedrigste liegt am Morsbach auf 204 m ü. NHN.

### Nachbargemarkungen
Folgende Gemarkungen grenzen an das Ortsgebiet von Grünmorsbach:
| Haibach  |                                             |                 |
|          | Kompassrose, die auf Nachbargemeinden zeigt | Straßbessenbach |
| Gailbach |                                             | Dörrmorsbach    |

## Geschichte
Eine erste urkundliche Erwähnung findet der Ort in einem Testament des Vikars Heinrich Schwab, in dem am 18. November 1339 Einnahmen eines Konrad Schilling aus Grünmorsbach erwähnt werden. In einer weiteren Urkunde vom 28. Mai 1348 vergab ein Heinrich Ruschebusch sein Gut in Grünmorsbach an das Kloster Schmerlenbach.
1803 wurde für den letzten Kurfürsten und Kanzler des Alten Reiches, Karl Theodor von Dalberg, das Fürstentum Aschaffenburg geschaffen, in dem Grünmorsbach von da an lag. Mit dem Fürstentum Aschaffenburg ging Grünmorsbach 1810 an das Großherzogtum Frankfurt, gehörte dort zum Verwaltungsgebiet der Districtsmairie Schweinheim (der früheren Kurmainzischen Amtsvogtei Schweinheim) im Departement Aschaffenburg und zählte bei 33 Feuerstellen 164 Einwohner (Seelen). Maire, Landzöller und Accisor war Andreas Wolf, sein Adjunct hieß Michael Heßler.
Infolge des Pariser Vertrages vom 3. Juni 1814 kam Grünmorsbach am 26. Juni 1814 mit der Districtsmairie Schweinheim zum Königreich Bayern und wurde mit Verfügung vom 1. Oktober 1814 dem Verwaltungsgebiet des daraus entstandenen Landgerichtes zweiter Klasse Aschaffenburg zugeteilt.
Am 1. Juli 1862 wurde das Bezirksamt Aschaffenburg gebildet, auf dessen Verwaltungsgebiet Grünmorsbach lag. 1939 wurde wie überall im Deutschen Reich die Bezeichnung Landkreis eingeführt. Grünmorsbach war nun eine der 33 Gemeinden im Altkreis Aschaffenburg. Dieser schloss sich am 1. Juli 1972 mit dem Landkreis Alzenau in Unterfranken zum neuen Landkreis Aschaffenburg zusammen.
Die Eingemeindung der Gemeinde nach Haibach erfolgte am 1. Juli 1972.

## Mit der Gemeinde verbunden
- Johann Georg Schweinfest (* 16. Januar 1850 in Neuses bei Schweinshaupten; † 21. Oktober 1925 in Schweinheim), Pfarrer, errichtete 1898/1899 die Kirche St. Johannes und Margaretha
- Margaretha Kiesel (* 11. Mai 1830 in Nüdlingen; † 22. August 1898 in Würzburg), Stifterin der Kirche St. Johannes und Margaretha
- Willi Reiland (* 2. November 1933 in Oberaltstadt; † 14. November 2015 in Haibach), ehemaliger deutscher Politiker und Jurist
- Ingo Aulbach (* 5. August 1962 in Grünmorsbach), ehemaliger Fußballprofi
- Eva Brockmann (* 27. Januar 1999 in München), 65. Fränkische und 75. Deutsche Weinkönigin

## Infrastruktur
Grünmorsbach liegt an der Staatsstraße 2312 (vormals B 8), zwischen Aschaffenburg und Marktheidenfeld.
Buslinien durch den Ort:
- 5 Aschaffenburg-Gailbach-Dörrmorsbach (Grünmorsbach)
- 16 Aschaffenburg-Klinikum-Grünmorsbach (Dörrmorsbach)
- 40 Aschaffenburg-Haibach-Grünmorsbach-Dammbach
- 41 Aschaffenburg-Haibach-Grünmorsbach-Hösbach Bhf.
- 47 Aschaffenburg-Haibach-Grünmorsbach-Hochspessart

Darüber hinaus gibt es in dem Ort einen Kindergarten und eine Kinderkrippe sowie eine Grundschule.

## Sehenswertes
- Alte Schule, Würzburger Straße. Genutzt von 1863 bis 1906. Heute ein privates Wohnhaus.
- Neue Schule, Schulstraße 2. Erbaut 1906/1907, erweitert 1962.
- Kirche St. Johannes und Margaretha, Würzburger Straße. Erbaut 1898/1899.